# Голуб скельний
Голуб скельний (Columba rupestris) — вид птахів родини голубових (Columbidae).
Поширений в Китаї, Індії, Казахстані, Північній та Південій Кореї, Монголії, Непалі, Пакистані, Росії, Таджикистані й Туркменістані. Цей вид мешкає на висотах від 1500 до 6100 м над рівнем моря. Гніздиться у скелях, ущелинах та на скелястих обривах. Близько пов'язаний із сизим голубом (Columba livia), але мешкає на більших висотах.